# David Keon
Temple de la renommée : 1986
David Michael Keon, plus connu sous le nom Dave Keon, (né le 22 mars 1940 à Noranda dans la province de Québec au Canada) est un joueur de hockey sur glace canadien. Il est un joueur important de l'histoire des Maple Leafs de Toronto, dans la Ligue nationale de hockey, pour lesquels il a joué de 1960 à 1975. Il est le capitaine de l'équipe entre 1969 à 1975, de plus, il remporte la Coupe Stanley à plusieurs reprises avec cette équipe. Il quitte cette équipe à la suite des actions et des propos du propriétaire de l'époque, Harold Ballard. Après avoir joué avec les Leafs, il rejoint l'association mondiale de hockey pour jouer avec les  Fighting Saints du Minnesota, les Racers d'Indianapolis puis les Whalers de la Nouvelle-Angleterre. Lorsque l'AMH met fin à ses activités, il suit les Whalers dans la LNH. En 1986, il est intronisé au Temple de la renommée du hockey en tant que joueur.

## Type de joueur
Dave Keon est quelquefois considéré comme un des premiers à jouer un style pivot défensif, comme Guy Carbonneau. Il est également reconnu pour sa prestance en désavantage numérique. Il est considéré comme ayant un bon tir du revers et un tir puissant. Il est également considéré comme un joueur rapide et agile. Durant sa carrière, il a utilisé sa vitesse pour éviter les blessures sérieuses en évitant les mises en échec. Sa vitesse lui servait également à écouler les pénalités. Malgré sa petite taille, 1,75 mètre, il est présent des deux côtés de la patinoire.

## Biographie

### Enfance
Né à Noranda au Québec en 1940, David Michael Keon s'est fait remarquer tôt, durant son adolescence, par l'organisation des Red Wings de Détroit. Ses parents, ne voulant pas qu'il déménage aussi loin de chez eux, décident qu'il doit d'attendre au moins une année de plus. Cette décision permet à Keon de se faire remarquer par les Maple Leafs de Toronto, il prend alors le chemin de la capitale ontarienne pour se joindre à une équipe de l'Association de hockey de l'Ontario basée dans cette ville, les St. Michael's Majors.

### Carrière junior

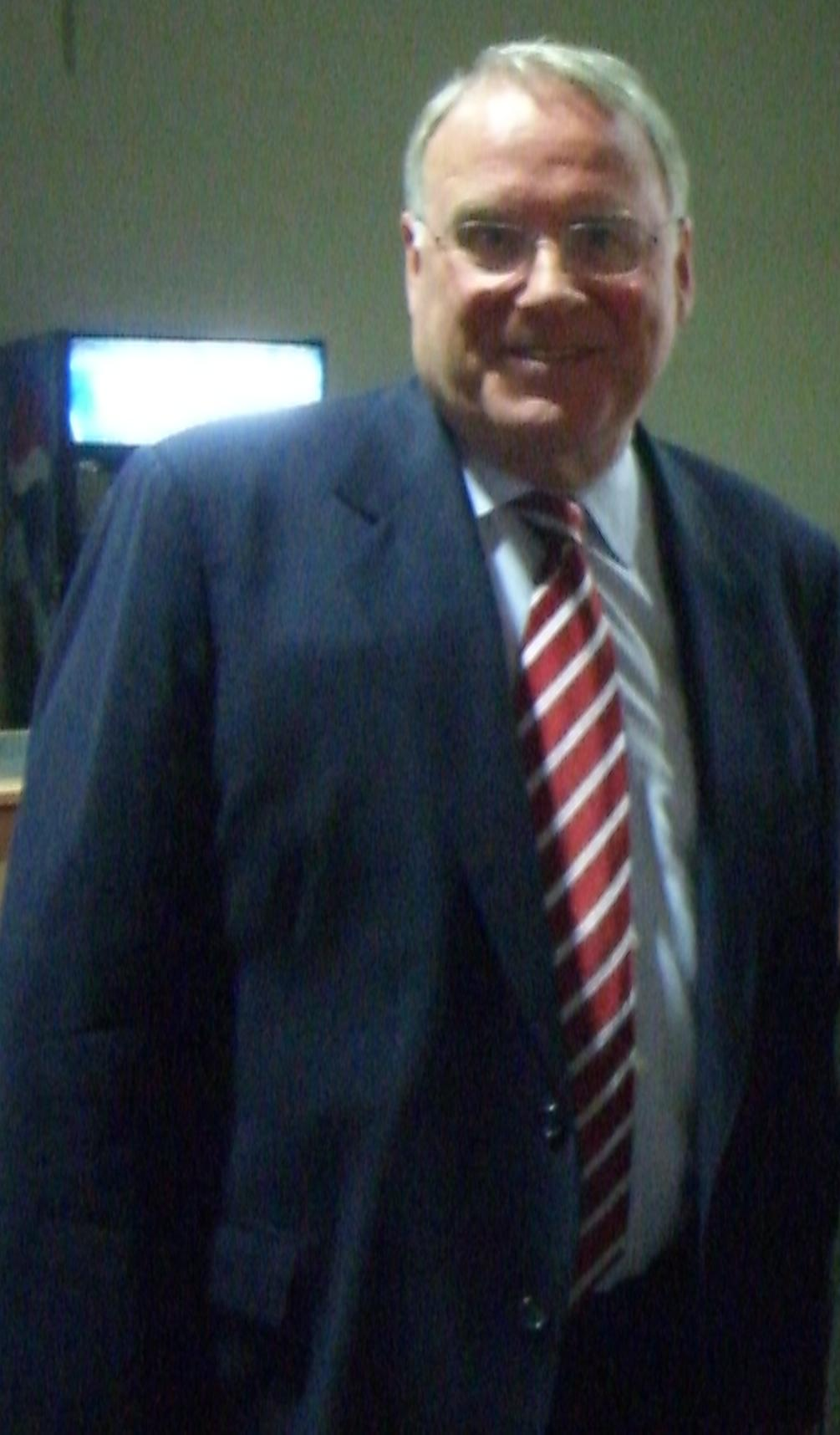
Dave Keon a joué une partie de sa carrière junior avec le frère de Ken Dryden

Sa première partie chez les junior fut joué dans l'AHO-B avec l'équipe des St. Micheal's Buzzers de Toronto, une équipe ayant un nom presque identique à une équipe de la première division junior ontarienne, les St. Michael's Majors de Toronto, David joua la majeure partie de la saison avec les Buzzers où la ligue lui remet le trophée de la meilleure recrue,, durant cette saison, il se fait surtout remarquer pour avoir marqué 7 buts lors de la même partie le 20 décembre 1956, mais il a terminé la saison avec les Majors. À son arrivée avec les St. Michael's Majors de Toronto, Dave Keon utilise son potentiel pour s'améliorer rapidement. Lors de sa première saison dans l'association de hockey de l'Ontario, il ne joue que quatre matchs mais réussit quand même à mettre sur sa grille de pointage quatre points dont un but, son équipe finit quant à elle au quatrième rang du classement général avec 51 points.
La saison 1957-1958 fut la meilleure pour le classement général de l'équipe, ils ont fini au 3e rang au classement général et ont réussi à faire 53 points. C'est à cette époque que Bob Goldham et Père David William Bauer apprit à Dave le jeu défensif.
À cette époque, au cours de l'année 1960, les Maple Leafs de Toronto décident d'envoyer Keon chez les professionnels, alors qu'il a 19 ans. Sa carrière junior se termine après quatre saisons, toutes passées avec la même équipe et un total de cent soixante dix points. Lors de son séjour chez les St. Michael's Majors, Keon joue avec de futur vedette et pour certains, futur coéquipiers comme Frank Mahovlich, Gerry Cheevers ou encore le frère du futur gardien vedette des Canadiens Ken Dryden, Dave. À la suite de sa carrière professionnelle de hockeyeur, son équipe junior de Dave Keon décide de retirer le chandail numéro 9 qu'il a porté lors de son séjour de quatre saisons.

### Maple Leafs de Toronto

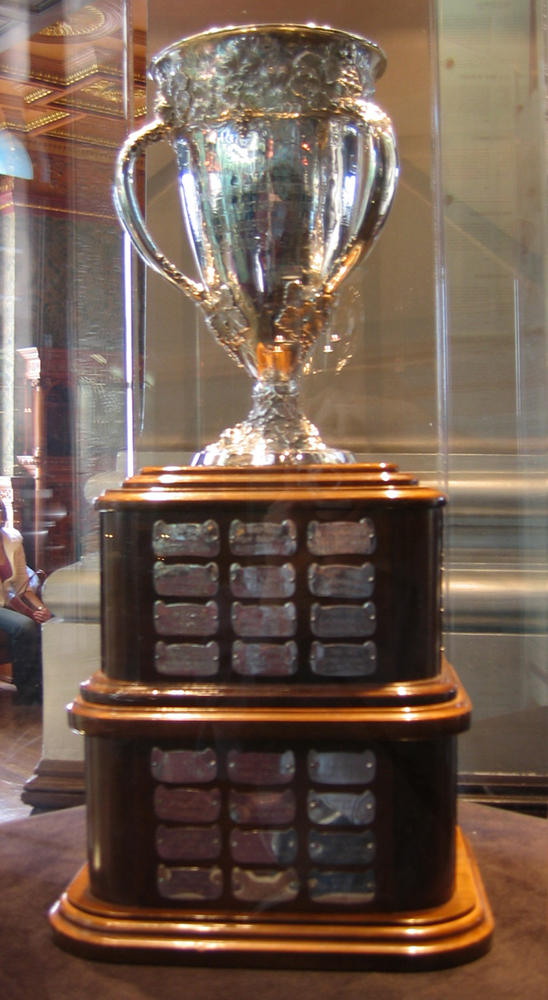
Dave Keon a remporté le trophée Calder, remis à la meilleure recrue de la LNH, durant sa première année dans cette ligue.

Après avoir joué quatre matchs de séries éliminatoires dans l'Eastern Professional Hockey League avec les Wolves de Sudbury, David Keon participe au camp de préparation des Maple Leafs de Toronto puis fait partie de l'équipe pour la saison 1960-1961, sa première dans la Ligue nationale de hockey. Il arrive au vingt-troisième rang des meilleurs pointeurs de la ligue, entre Murray Balfour et Dean Prentice, avec quarante-cinq points dont vingt buts. Lors des séries, les Maple Leafs affrontes en première ronde les Red Wings de Détroit, contre qui ils perdent en cinq matchs. À la suite de cette saison, il reçoit de la part de la LNH, le trophée Calder du meilleur joueur recrue.
Sous la direction de George « Punch » Imlach, Keon finit au onzième rang des meilleurs pointeurs de la LNH avec soixante-et-un points, de plus, il est appelé pour jouer lors du Match des étoiles. Lors des séries éliminatoires de cette saison, il joue douze matchs pour huit points ; lors des demi-finales, les Maple Leafs éliminent les Rangers de New York en six matchs pour atteindre la finale de la Coupe Stanley où ils sont opposés les Black Hawks de Chicago, tombeurs des Canadiens de Montréal en six rencontres. Les Maple Leafs battent les Hawks quatre matchs à deux, ce qui permet à Dave Keon de mettre la main sur la première  Coupe Stanley de sa carrière. Cette Coupe arrive onze saisons après la dernière remportée par les Leafs et, également, la première depuis la mort prématurée lors d’un écrasement d’avion de Bill Barilko, auteur du but vainqueur en 1950-1951. La saison de Keon est couronnée par la remise du trophée Lady Byng, trophée remis au joueur avec le meilleur esprit sportif, tout en gardant de bonne performance sur la glace.

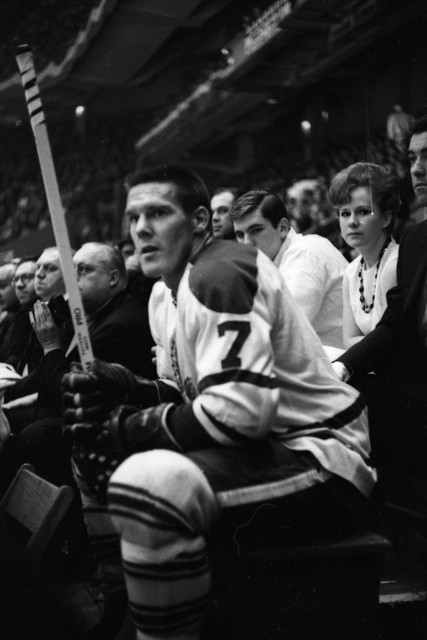
Dave Keon a eu l'occasion de jouer avec Tim Horton durant sa carrière.

Durant la saison suivante, les Maple Leafs participent au match des étoiles et Dave Keon fait partie de l'effectif. Du côté de son équipe, les Maple Leafs finissent au premier rang pendant la saison régulière et se rendent en finale de la Coupe Stanley pour une deuxième année de suite, leurs opposants lors de la finale sont les Red Wings de Détroit, l'équipe qui est la première à avoir approché Keon. Les Leafs éliminent les Wings en cinq matchs pour remporter une deuxième Coupe Stanley d'affilée, et c'en est également une deuxième pour Keon. Ce n'est pas seulement la Coupe Stanley que Keon remporta pour une deuxième fois de suite, Keon mit aussi la main sur le trophée Lady Byng comme l'année précédente.
Keon est encore appelé à représenter les Leafs lors du Match des étoiles l'année suivante. Les Leafs se qualifient ensuite encore pour la finale l'année suivante. En finale, ils doivent affronter les tombeurs des Black Hawks de Chicago en sept matchs, les Red Wings de Détroit. Keon et les Leafs remportent une troisième Coupe d'affilée en sept matchs dont plusieurs avec seulement un but d’écart. Durant ses séries, Keon a marqué neuf points dont sept buts, ce qui le place au huitième rang des meilleurs pointeurs, le meilleur était Gordie Howe des Red Wings de Détroit, avec ses dix-neuf points, dont neuf buts.

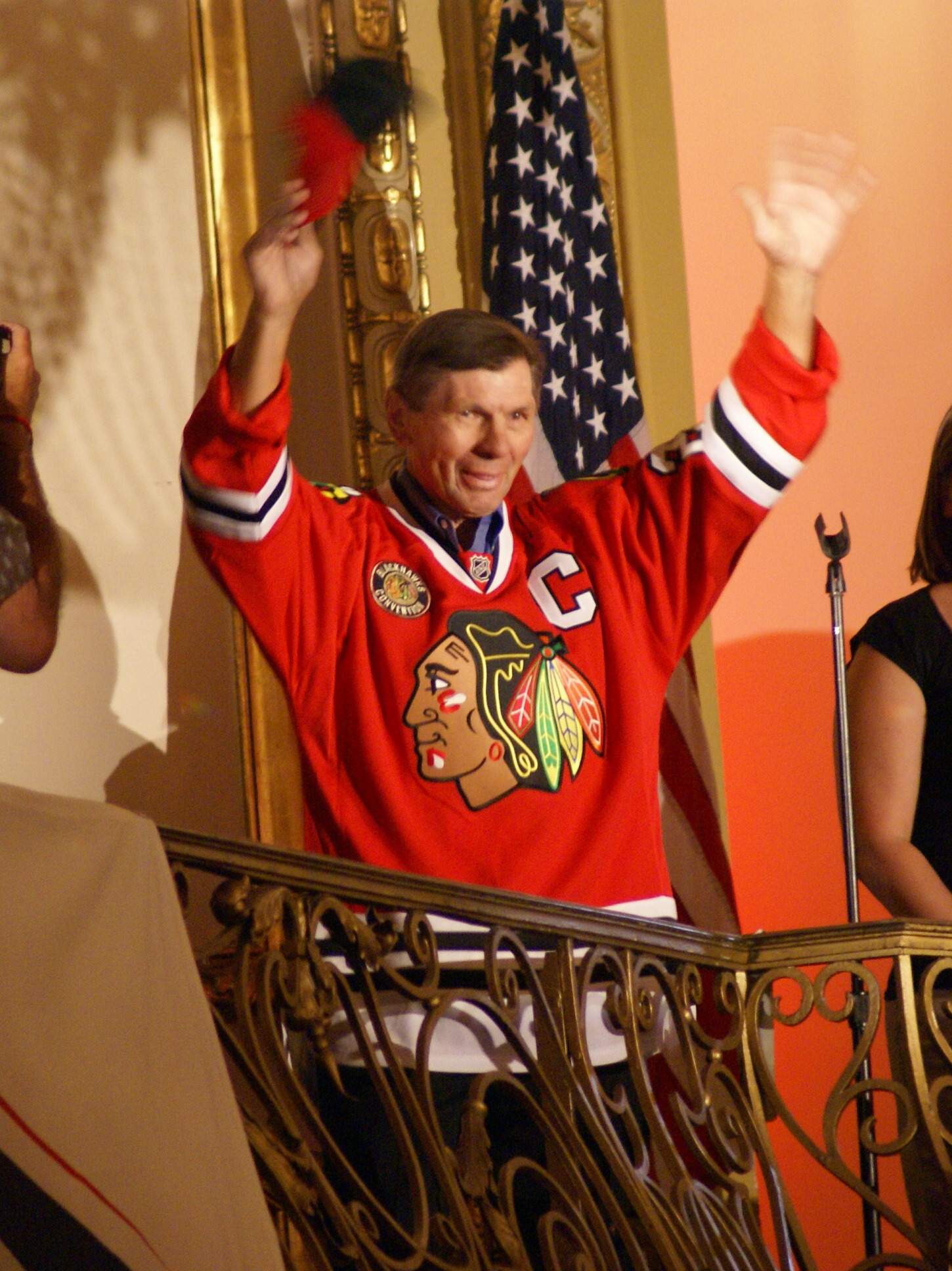
Stan Mikita fut le coéquipier de Dave Keon lors du match des étoiles de 1967.

David Keon joue toujours avec les Maple Leafs de Toronto au commencement de la saison 1966-1967 de la LNH, lors de cette saison, Keon est choisi pour faire partie de l'équipe d'étoiles de la LNH qui affronte les champions de la Coupe Stanley, les Canadiens de Montréal. Lors des séries, les Leafs réussissent à se débarrassé des Black Hawks de Chicago en six matchs et doivent affronter en finale les double champions de la Coupe, les Canadiens qui avaient blanchit les Rangers, la finale est finalement remportée par les Leafs en six matchs et les Leafs remporte une quatrième coupe depuis que Keon est dans la formation, c'est également la dernière de la carrière de Keon. Au niveau des points dans les séries, Keon finit au septième rang avec ses huit points dont trois buts. À la suite de la finale, Keon remporte le trophée Conn-Smythe, remis au meilleur joueur des séries éliminatoires.

Au début de la saison 1967-1968, la LNH accueille six nouvelles équipes, à la suite de ces expansions, la LNH se sépare en 2 divisions, la division Est est composée des six équipes originales dont les Leafs et la division Ouest est quant à elle, composer des six nouvelles équipes. Même si les Leafs ont fini au cinquième rang au général, ils ont également fini au cinquième rang de leur division, se n'est donc pas suffisant pour atteindre les séries éliminatoires. Depuis le début de sa carrière professionnelle, c'est la première fois que Dave Keon ne participe pas aux séries éliminatoires. Cependant, il participe au Match des étoiles avec les Maple Leafs, car ils avaient remporté la Coupe Stanley.

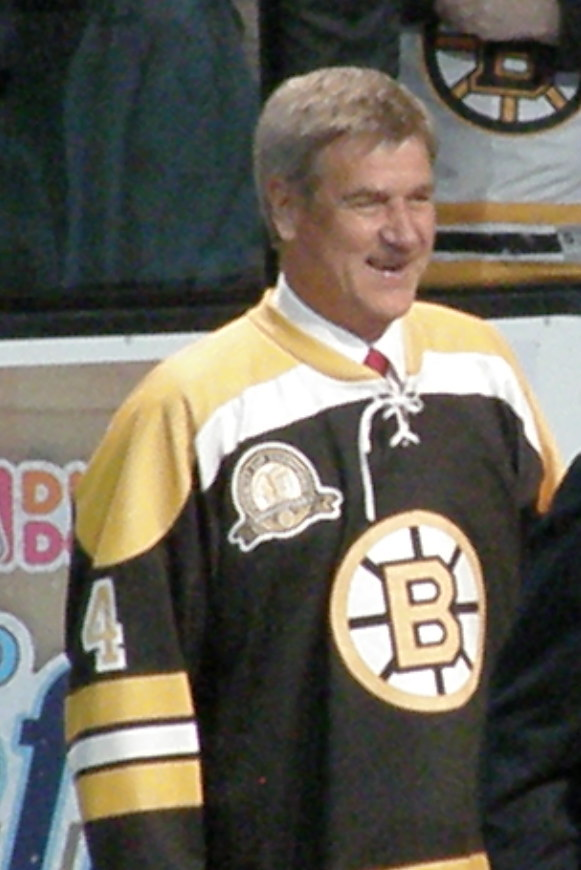
Bobby Orr fut le coéquipier de Dave Keon lors du Match des étoiles de 1970.

La saison 1969-1970 de la LNH est la dixième saison de Dave Keon avec les Maple Leafs de Toronto, celle-ci fut principalement différente pour Keon puisque le 31 octobre 1969, il est nommé comme le onzième capitaine différent de l'histoire de la franchise, le précédent était George Armstrong, son coéquipier et capitaine depuis le début de sa carrière, même s'il n'est plus capitaine, Armstrong jouera toujours avec l'équipe de Toronto pendant deux ans. Cette particularité peut être expliquer par le fait qu'Armstrong avait annoncé qu'il accrochait ses patins, mais il changea d'avis peu après pour revenir avec les Leafs. Cette saison marque aussi la fin d'Imlach comme entraineur des Leafs, il était au poste depuis 1957, à l’exception de 10 matchs en 1967, où il était remplacer par King Clancy, au début de la saison, il fut remplacer par John McLellan. Pour le Match des étoiles, Keon fait partie des joueurs choisis pour participer au Match des étoiles avec les meilleurs joueurs de l'association de l'est, il est, avec Ron Ellis, le seul joueur de la franchise de Toronto à participer à cet évènement. Alors que le défenseur des Bruins Bobby Orr domine le championnat des pointeurs de la ligue, Keon fait le meilleur résultat de son équipe avec ses soixante-deux points qui le place au vingt-et-unième rang au total. Au niveau des buts durant la saison régulière, Keon en marque trente-deux, son plus haut total depuis le début de sa carrière, cette marque le place au douzième rang dans la LNH, se pointage est également le deuxième meilleur de son équipe après Ron Ellis qui se trouve à la septième place. Keon est également choisit pour participer au Match des étoiles avec la division est en saison 1970-1971. Durant la saison 1970-1971 les Nationals d'Ottawa annoncent qu'ils feront tout pour faire signer Keon.

## Statistiques
| Saison     | Équipe                            | Ligue      |       | Saison régulière | Saison régulière | Saison régulière | Saison régulière | Saison régulière |    | Séries éliminatoires | Séries éliminatoires | Séries éliminatoires | Séries éliminatoires | Séries éliminatoires |
| Saison     | Équipe                            | Ligue      | PJ    | B                | A                | Pts              | Pun              | PJ               | B  | A                    | Pts                  | Pun                  |                      |                      |
| 1956-1957  | St. Micheal's Buzzers de Toronto  | AHO-B      | 36    | 20               | 23               | 43               | 14               |                  |    |                      |                      |                      |                      |                      |
| 1956-1957  | St. Michael's Majors de Toronto   | AHO        | 4     | 1                | 3                | 4                | 0                |                  |    |                      |                      |                      |                      |                      |
| 1957-1958  | St. Michael's Majors de Toronto   | AHO        | 45    | 23               | 27               | 50               | 28               | 9                | 8  | 5                    | 13                   | 10                   |                      |                      |
| 1958-1959  | St. Michael's Majors de Toronto   | AHO        | 46    | 16               | 29               | 45               | 0                | 15               | 4  | 9                    | 13                   | 8                    |                      |                      |
| 1959-1960  | St. Michael's Majors de Toronto   | AHO        | 47    | 33               | 38               | 71               | 0                | 10               | 8  | 10                   | 18                   | 2                    |                      |                      |
| 1959-1960  | Dutchmen de Kitchener-Waterloo    | AHO Sr.    | 1     | 1                | 0                | 1                | 0                |                  |    |                      |                      |                      |                      |                      |
| 1959-1960  | Wolves de Sudbury                 | EPHL       | --    | --               | --               | --               | --               | 4                | 2  | 2                    | 4                    | 2                    |                      |                      |
| 1960-1961  | Maple Leafs de Toronto            | LNH        | 70    | 20               | 25               | 45               | 6                | 5                | 1  | 1                    | 2                    | 0                    |                      |                      |
| 1961-1962  | Maple Leafs de Toronto            | LNH        | 64    | 26               | 35               | 61               | 2                | 12               | 5  | 3                    | 8                    | 0                    |                      |                      |
| 1962-1963  | Maple Leafs de Toronto            | LNH        | 68    | 28               | 28               | 56               | 2                | 10               | 7  | 5                    | 12                   | 0                    |                      |                      |
| 1963-1964  | Maple Leafs de Toronto            | LNH        | 70    | 23               | 37               | 60               | 6                | 14               | 7  | 2                    | 9                    | 2                    |                      |                      |
| 1964-1965  | Maple Leafs de Toronto            | LNH        | 65    | 21               | 29               | 50               | 10               | 6                | 2  | 2                    | 4                    | 2                    |                      |                      |
| 1965-1966  | Maple Leafs de Toronto            | LNH        | 69    | 24               | 30               | 54               | 4                | 4                | 0  | 2                    | 2                    | 0                    |                      |                      |
| 1966-1967  | Maple Leafs de Toronto            | LNH        | 66    | 19               | 33               | 52               | 2                | 12               | 3  | 5                    | 8                    | 0                    |                      |                      |
| 1967-1968  | Maple Leafs de Toronto            | LNH        | 67    | 11               | 37               | 48               | 4                |                  |    |                      |                      |                      |                      |                      |
| 1968-1969  | Maple Leafs de Toronto            | LNH        | 75    | 27               | 34               | 61               | 12               | 4                | 1  | 3                    | 4                    | 2                    |                      |                      |
| 1969-1970  | Maple Leafs de Toronto            | LNH        | 72    | 32               | 30               | 62               | 6                |                  |    |                      |                      |                      |                      |                      |
| 1970-1971  | Maple Leafs de Toronto            | LNH        | 76    | 38               | 38               | 76               | 4                | 6                | 3  | 2                    | 5                    | 0                    |                      |                      |
| 1971-1972  | Maple Leafs de Toronto            | LNH        | 72    | 18               | 30               | 48               | 4                | 5                | 2  | 3                    | 5                    | 0                    |                      |                      |
| 1972-1973  | Maple Leafs de Toronto            | LNH        | 76    | 37               | 36               | 73               | 2                |                  |    |                      |                      |                      |                      |                      |
| 1973-1974  | Maple Leafs de Toronto            | LNH        | 74    | 25               | 28               | 53               | 7                | 4                | 1  | 2                    | 3                    | 0                    |                      |                      |
| 1974-1975  | Maple Leafs de Toronto            | LNH        | 78    | 16               | 43               | 59               | 4                | 7                | 0  | 5                    | 5                    | 0                    |                      |                      |
| 1975-1976  | Fighting Saints du Minnesota      | AMH        | 57    | 26               | 38               | 64               | 4                |                  |    |                      |                      |                      |                      |                      |
| 1975-1976  | Racers d'Indianapolis             | AMH        | 12    | 3                | 7                | 10               | 2                | 7                | 2  | 2                    | 4                    | 2                    |                      |                      |
| 1976-1977  | Whalers de la Nouvelle-Angleterre | AMH        | 34    | 14               | 25               | 39               | 8                | 5                | 3  | 1                    | 4                    | 0                    |                      |                      |
| 1976-1977  | Fighting Saints du Minnesota      | AMH        | 42    | 13               | 38               | 51               | 2                |                  |    |                      |                      |                      |                      |                      |
| 1977-1978  | Whalers de la Nouvelle-Angleterre | AMH        | 77    | 24               | 38               | 62               | 2                | 14               | 5  | 11                   | 16                   | 4                    |                      |                      |
| 1978-1979  | Whalers de la Nouvelle-Angleterre | AMH        | 79    | 22               | 43               | 65               | 2                | 10               | 3  | 9                    | 12                   | 2                    |                      |                      |
| 1979-1980  | Whalers de Hartford               | LNH        | 76    | 10               | 52               | 62               | 10               | 3                | 0  | 1                    | 1                    | 0                    |                      |                      |
| 1980-1981  | Whalers de Hartford               | LNH        | 80    | 13               | 34               | 47               | 26               |                  |    |                      |                      |                      |                      |                      |
| 1981-1982  | Whalers de Hartford               | LNH        | 78    | 8                | 11               | 19               | 6                |                  |    |                      |                      |                      |                      |                      |
| Totaux LNH | Totaux LNH                        | Totaux LNH | 1 296 | 396              | 590              | 986              | 117              | 92               | 32 | 36                   | 68                   | 6                    |                      |                      |
| Totaux AMH | Totaux AMH                        | Totaux AMH | 301   | 102              | 189              | 291              | 20               | 36               | 13 | 23                   | 36                   | 8                    |                      |                      |

## Honneurs, trophées et distinctions

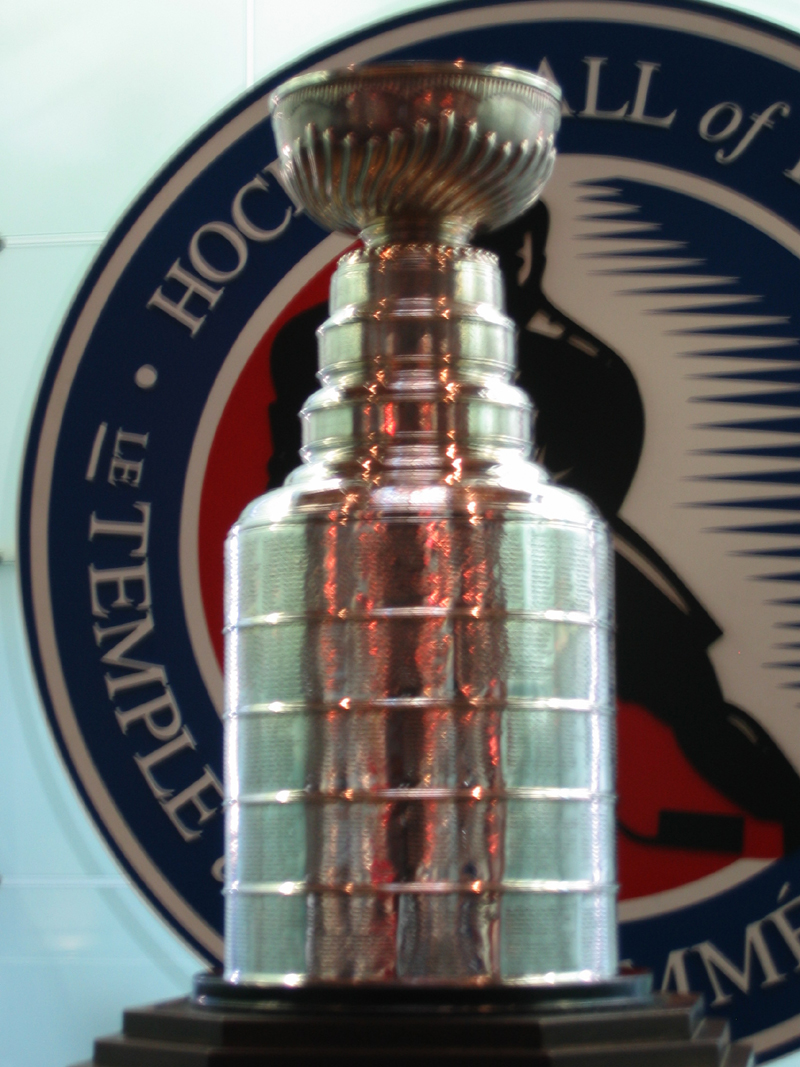
La Coupe Stanley, remportée à quatre reprises par Dave Keon.

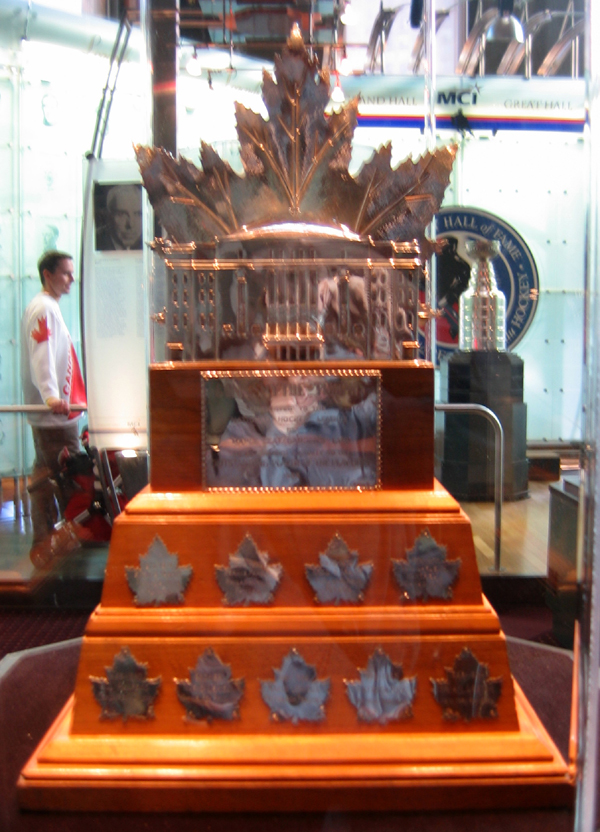
Le trophée Conn-Smythe, remporté une fois par Dave Keon.

L'aréna où joue les Huskies de Rouyn-Noranda, une équipe de la Ligue de hockey junior majeur du Québec, s'est longtemps appelée l'aréna Dave-Keon. Cependant, en août 2010, pour des raisons financières, l'aréna est renommée l'aréna Iamgold, du nom d'une compagnie minière, mais le bâtiment dans lequel elle est située porte le nom de Centre David Keon. L'aréna a également accueilli les As de Noranda entre 1966 et 1988. Il est intronisé au temple de la renommée du hockey, basé à Toronto, en 1986, seulement quatre ans après la fin de sa carrière de joueur. Le 13 décembre 2008, les St. Michael's Majors de Mississauga, une équipe de la Ligue de hockey de l'Ontario, décide de retirer le numéro 9 de Dave Keon ; il porte les couleurs de l'équipe, lorsqu'elle était basée dans la ville de Toronto pendant quatre saisons entre 1956 et 1960. Son premier honneur fut dans la AHO-B, où il remporte le trophée de la meilleure recrue en 1957.
En plus de ces honneurs, il est nommé deux fois dans la deuxième équipe d'étoiles, lors des saisons 1961-1962 et 1970-1971. Il prend également part aux Matchs des étoiles de la LNH à huit reprises, soit lors des deux années citées précédemment, puis en 1963, 1964, 1967, 1968, 1970 et 1973. Avec ses 1296 matchs joués dans la LNH, Dave Keon arrive au 51e rang pour le plus grand nombre de matchs joué dans cette ligue,.
Dans un livre comprenant les plus grands hockeyeurs québécois, Stéphane Laberge et Sylvain Bouchard le classent au 38e rang entre Claude Provost, au 37e rang, et Vincent Damphousse au 39e. Quant à The Hockey News, il le place au 69e rang des meilleurs joueurs de l'histoire. Dave Keon arrive au 3e rang chez les meilleurs pointeurs de l'histoire des Maple Leafs de Toronto, derrière 2 autres centres, le Suédois Mats Sundin et l'Ontarien Darryl Sittler.
En 2017, il est nommé parmi les 100 plus grands joueurs de la LNH à l'occasion du centenaire de la ligue

### Trophées
Dave Keon a remporté la Coupe Stanley à quatre occasions, en 1962, 1963, 1964 et en 1967. À chacune de ces occasions, ce prestigieux trophée est gagné avec les Maple Leafs de Toronto. Il met également la main sur plusieurs récompenses individuelles lors de sa longue carrière dans la Ligue nationale de hockey, son premier trophée est remporté en 1961, lorsqu'il remporte le trophée Calder, remis à la meilleure recrue de la LNH. Puis, lors des deux années suivantes, il remporte le trophée Lady Byng, quant à lui remis au joueur ayant le meilleur esprit sportif tout en gardant de bonnes performances dans la LNH. Finalement, lors de sa conquête de la Coupe Stanley de 1967, il remporte le trophée remis au joueur le plus utile en série, le trophée Conn-Smythe. Dans l'Association mondiale de hockey, Keon remporte le trophée Paul-Deneau, équivalent du Lady Bing, que Keon a également remporté.